# Zlatitsa (obchtina)
Pour l’article homonyme, voir Zlatica.
Zlatitsa est une municipalité de la République de Bulgarie.

## Géographie
La municipalité de  Zlatitsa (en bulgare Община Златица - Obchtina Zlatitsa) est située dans l'ouest de la Bulgarie, à environ 76 km à l'est de la capitale Sofia. Son chef-lieu est la ville de Zlatitsa.

## Administration
La municipalité de Zlatitsa comporte 4 localités (1 ville et 3 villages).

## Galerie de photographies

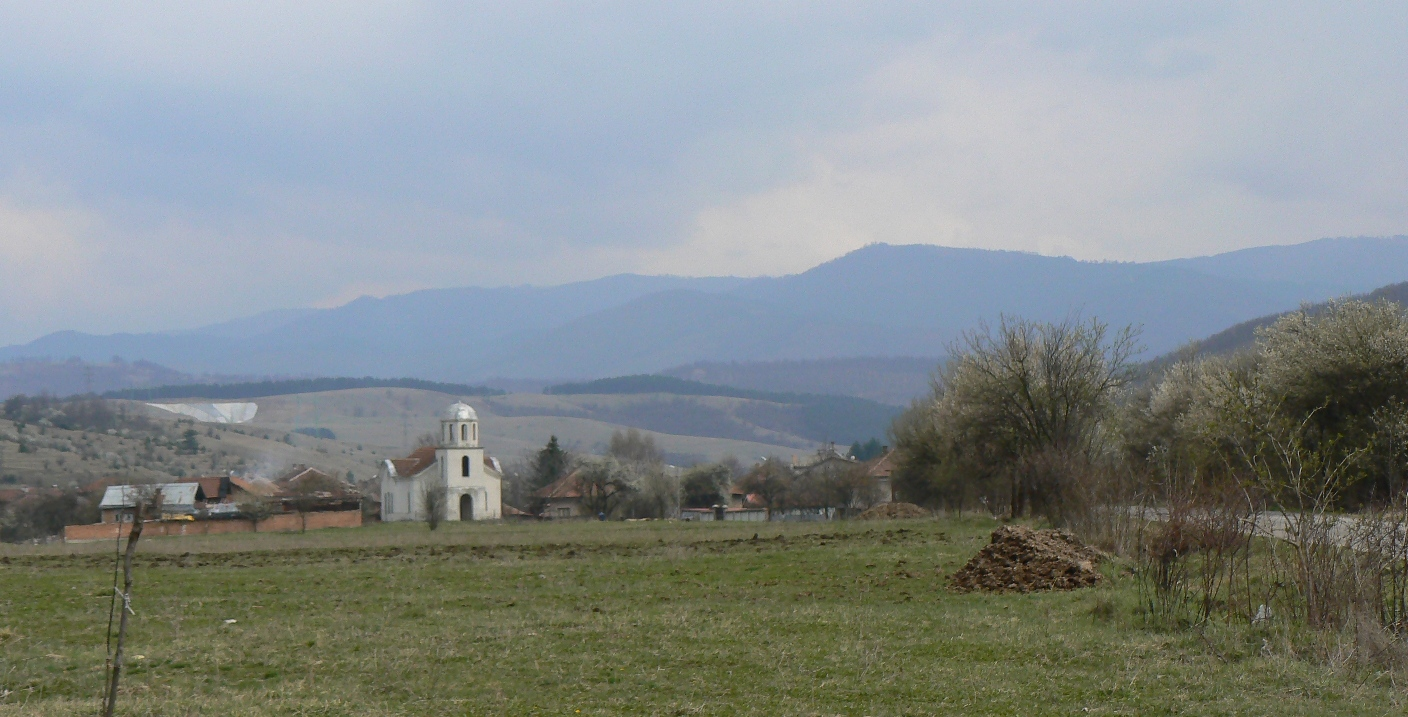
Karlievo : vue du village
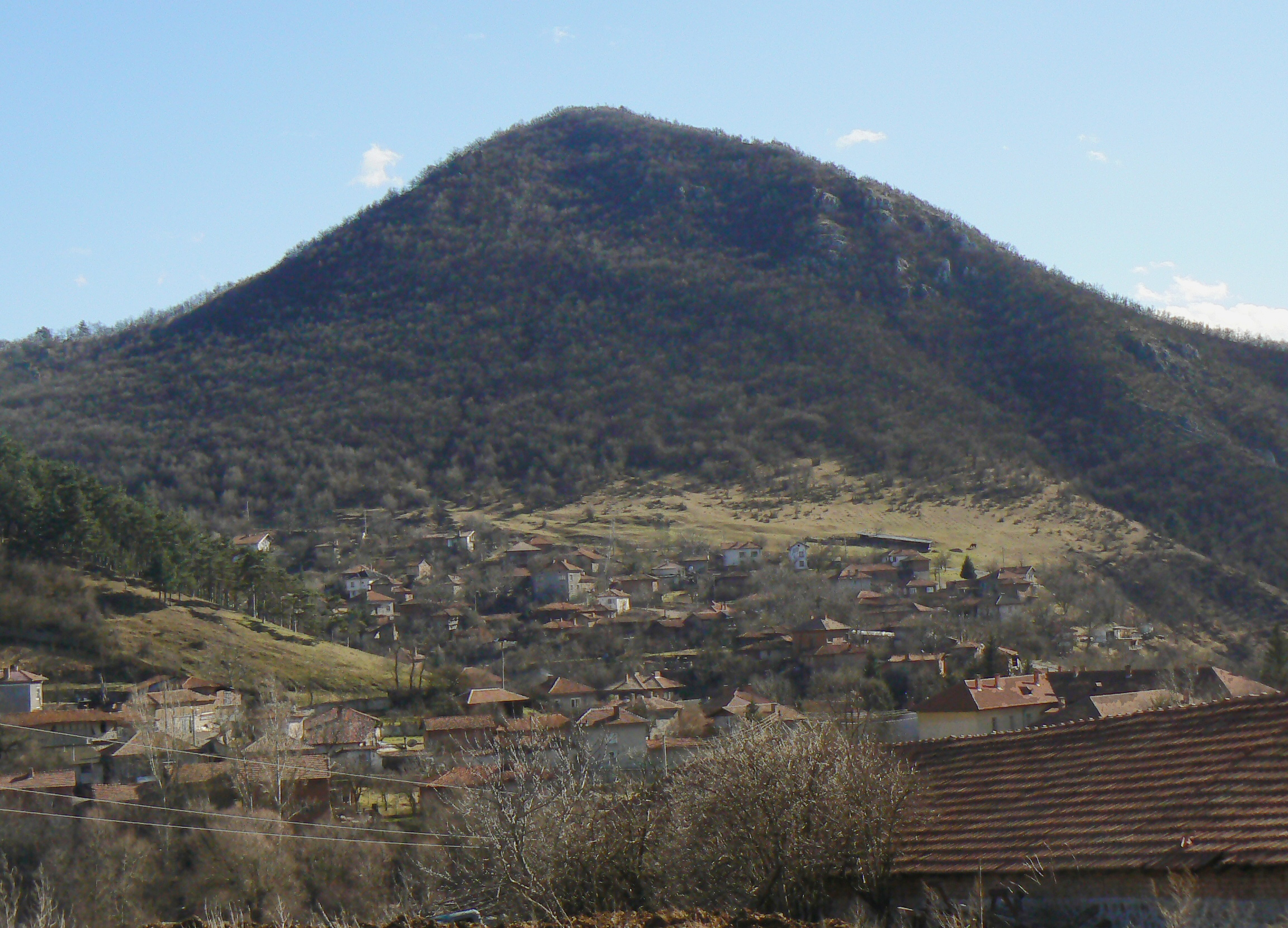
Pétritch : vue du village
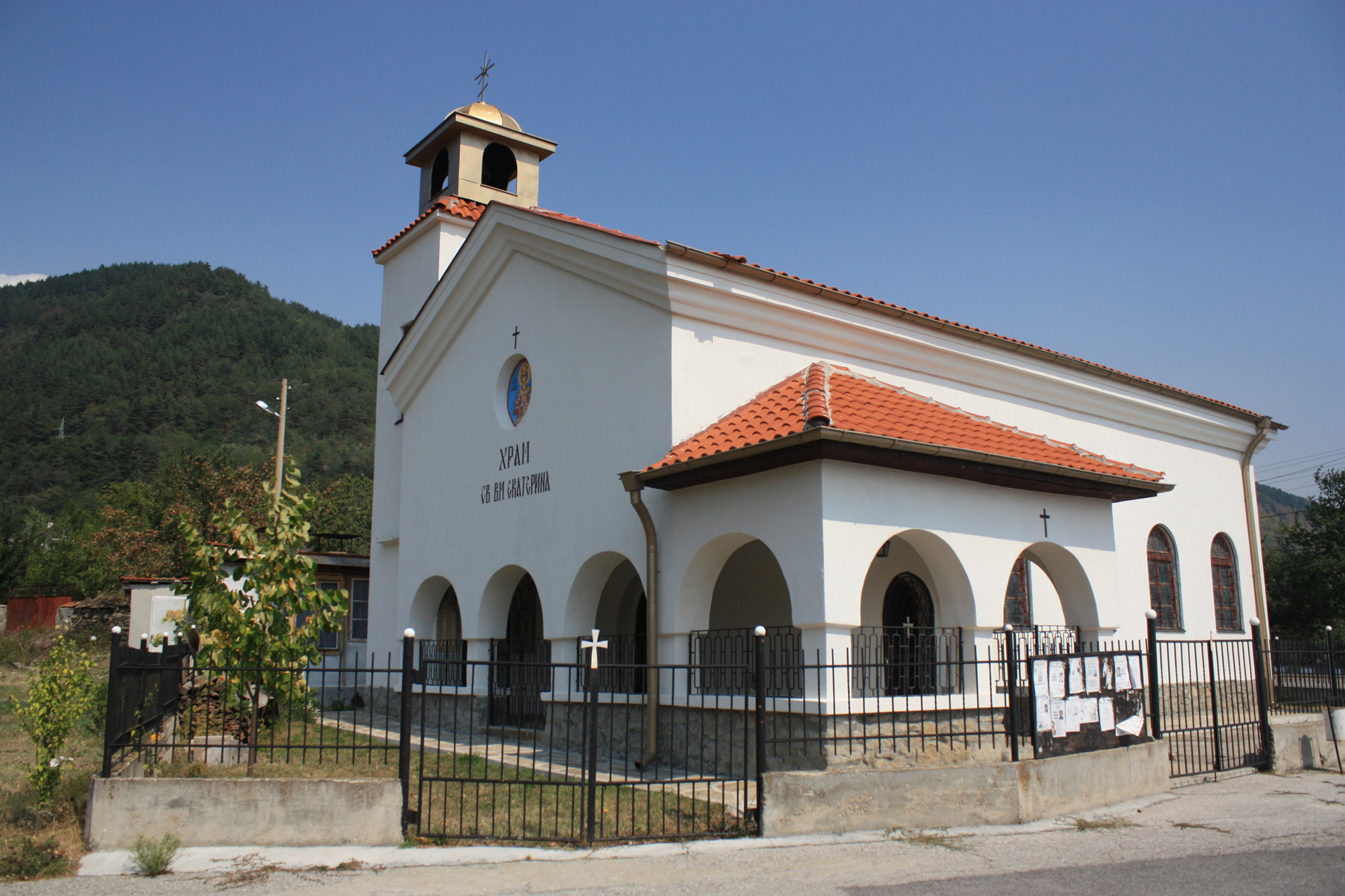
Tsarvichté : L'église Sveti-Ekatérina
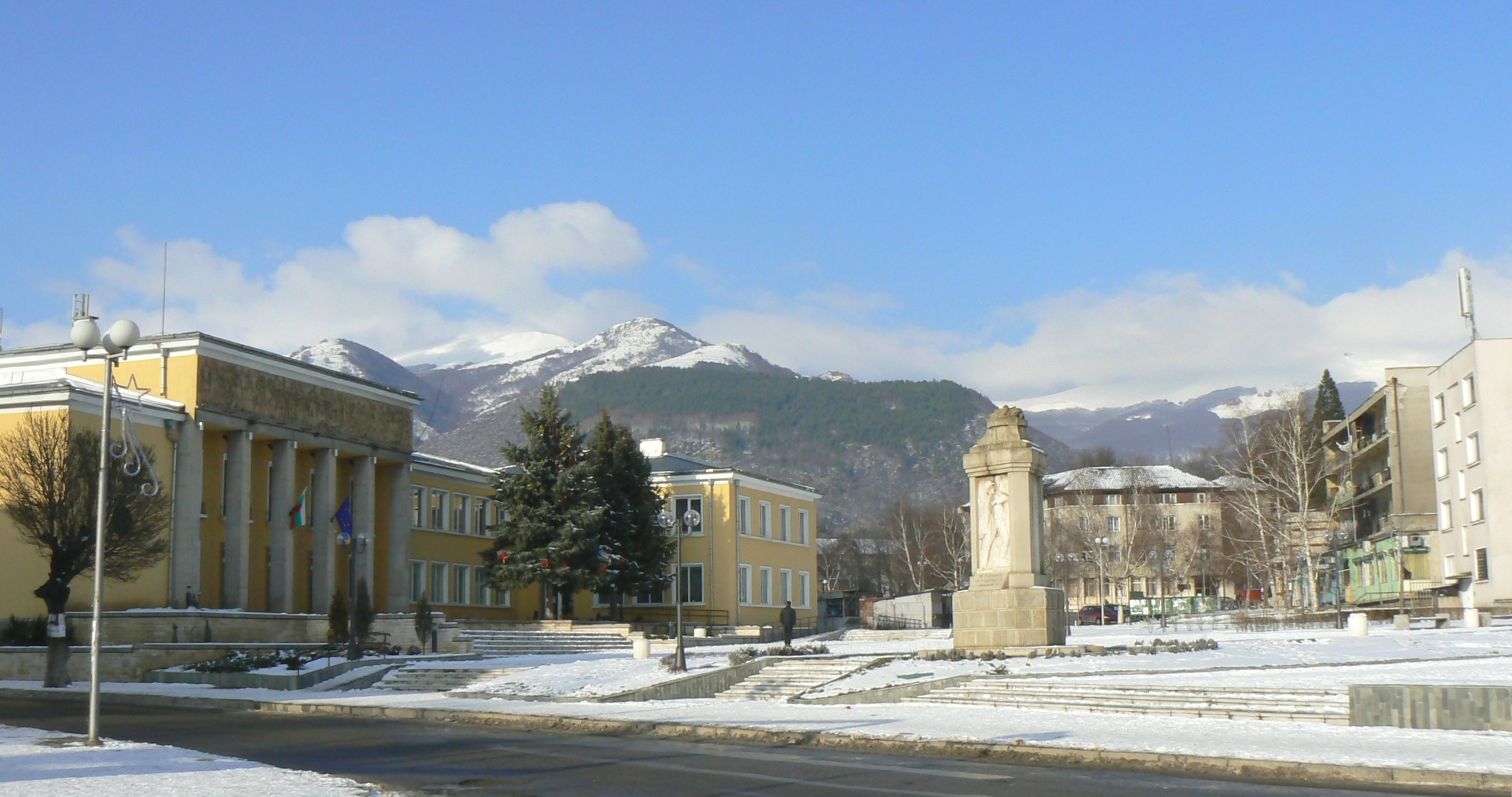
Zlatitsa : la place centrale